# Guvernoratul Monufia
Guvernoratul Monufia (în arabă المنوفية) este o unitate administrativă de gradul I, situată  în  partea de nord a Egiptului. Reședința sa este orașul Shibin el-Kom.